# Stilla paucicostata
Stilla paucicostata é uma espécie de gastrópode do gênero Stilla, pertencente a família Raphitomidae.